# La Rebollera (el Meüll)
La Rebollera era un bosc de roures rebolls a cavall dels termes municipals de Castell de Mur, a l'antic terme de Mur, en territori del poble del Meüll, i de Tremp, a l'antic terme de Fígols de Tremp, en terres del poble de Puigverd, al Pallars Jussà.
Està situat al sud-est del Mas de Condó, a llevant de los Trossos de Condó i al sud-oest del Serrat del Pui.